# Livro didático
Livro didático é um livro de caráter pedagógico que pode auxiliar os docentes na condução do projeto pedagógico. Logo, é um instrumento que apresenta uma sequência lógica para a aprendizagem. Além disso, pode servir como suporte para que os discentes acompanhem os conteúdos disciplinares. Portanto, ele contribui para o desenvolvimento da aprendizagem.
O livro didático pode auxiliar no desenvolvimento da leitura, pois possibilita a ampliação do vocabulário e o aperfeiçoamento da linguagem escrita. O livro didático reúne informações confiáveis, de cunho científico, e serve de consulta para os discentes e docentes no processo educacional.
Podemos encontrar seus antecessores ao longo da história, em particular os espelhos de príncipes, mas também livros como Divini Illius Magistri, o Leal Conselheiro de Dom Duarte, ou o Cartas sobre a Educação da Mocidade de Ribeiro Sanches. Surgiu como complemento aos livros clássicos, utilizados no ensino, inicialmente procurando ajudar na alfabetização e na divulgação das ciências, história e filosofia.
Inicialmente publicado por iniciativa individual de alguns autores-educadores, como Hilário Ribeiro, Eudoro Berlink e Wilhelm Rotermund (este com obras para colonos alemães). 

De acordo com Carneiro e Santos, o livro didático 
"assume essencialmente três grandes funções: de informação, de estruturação e organização da aprendizagem e, finalmente, a função de guia do aluno no processo de apreensão do mundo exterior. Deste modo, a última função depende de o livro permitir que aconteça uma interação da experiência do aluno e atividades que instiguem o estudante desenvolver seu próprio conhecimento, ou ao contrário, induzi-lo à repetições ou imitações do real."
O Dia Nacional do Livro Didático é comemorado, no Brasil, em 27 de fevereiro.

## Brasil
No Brasil, a impressão de livros didáticos ganhou expressividade após o surgimento das indústrias nacionais de papel em 1920. Anteriormente, os educadores dependiam dos materiais que vinham de fora do país, limitando, assim, as estratégias e possibilidades de ensino.
Em 1929, institui-se oficialmente com a criação do Instituto Nacional do Livro (INL), órgão especifico para legislar sobre políticas do livro didático.
Foi encampado como iniciativa do Estado, durante o governo Getúlio Vargas, em cuja gestão do Ministro da Educação Gustavo Capanema, em 1938, institui a Comissão Nacional do Livro Didático. 
Sua construção norteia-se nos seguintes documentos que respaldam a educação brasileira: Lei de Diretrizes e Bases da Educação Nacional (LDBN); Diretrizes Curriculares Nacionais da Educação Básica (DCN) e Base Nacional Comum Curricular (BNCC)
A distribuição do material concretiza-se em 1976, com a criação da Fundação Nacional do Material Escolar (FENAME). Desde então, aumentaram consideravelmente as pesquisas sobre o uso desse recurso na prática pedagógica.
Em 1985, cria-se o Programa Nacional do Livro Didático (PNLD), no qual agrega-se um conjunto de políticas públicas do Estado que visam garantir, de forma gratuita, o acesso ao livro didático aos estudantes da educação básica.
Desde 2017, o Projeto Livro Acessível foi aprovado como parte integrante do PNLD. O Projeto oficializa o compromisso do Ministério da Educação com a produção e distribuição de livros didáticos em formatos acessíveis para todos os alunos com necessidades educativas especiais matriculados na educação básica pública.
| Anos/Séries                        | Disciplinas                                                                    | Tipos         |
| ---------------------------------- | ------------------------------------------------------------------------------ | ------------- |
| 1º e 2º ano do ensino fundamental  | alfabetização matemática e alfabetização linguística                           | consumíveis   |
| 2º ao 5º ano do ensino fundamental | ciência, história e geografia                                                  | reutilizáveis |
| 3º ao 5º ano do ensino fundamental | matemática e língua portuguesa                                                 | reutilizáveis |
| 6º ao 9º ano do ensino fundamental | matemática, língua portuguesa, ciências, história e geografia                  | reutilizáveis |
| 1ª à 3ª série do ensino médio      | língua portuguesa, matemática, história, geografia, biologia, química e física | reutilizáveis |
| 1ª à 3ª série do ensino médio      | língua estrangeira moderna (inglês e espanhol), filosofia e sociologia         | consumíveis   |

## Seleção
A escolha deve ser pautada em critérios de adequação ao currículo e ao Projeto Político Pedagógico (PPP) de cada escola, além disso, é importante observar:
- A presença de propostas inovadoras e qualidade do material de apoio para o(a) professor(a)
- Linguagem utilizada nas obras
- Metodologia .
- A presença de textos multimodais
- Iconografia de qualidade
- Propostas de projetos e atividades práticas

## Livro paradidático
Tanto livros didáticos quanto paradidáticos são essenciais no processo de ensino e aprendizagem. A principal diferença entre estes está relacionada aos seus objetivos e funções no processo de ensino e aprendizagem. Os livros didáticos possuem uma finalidade educacional, ou seja, são instrumentos pedagógicos para o ensino. Já os livros paradidáticos são instrumentos estético-reflexivos.
Paradidático: "ajuda complementando o ensino e, embora não propriamente didático, tem propósitos didáticos e pode ser usado em conjunto com materiais próprios e formais para ensinar um conteúdo"
Portanto, um livro paradidático busca explorar e aprofundar em assuntos mais específicos e complementares e/ou alternativos aos tradicionalmente abordados nos livros didáticos. Há materiais adequados para cada etapa da escolaridade e nível de compreensão. Por conseguinte, o corpo docente definirá quais são as obras mais adequadas dentro do conteúdo programático.
De acordo com os Parâmetros Curriculares Nacionais (PCNs), os livros paradidáticos oportunizam aos professores o desenvolvimento de trabalhos voltados para valores, por exemplo: bondade, ética, amizade, respeito, honestidade, ecologia, meio ambiente, poluição, dentre outros. Logo, eles contribuem para a formação de cidadão crítico.
Caracterizam-se por possuir uma formatação diferenciada, com mais ilustrações, uma diagramação mais atraente, menor quantidade de páginas do que os livros didáticos e os conteúdos são trabalhados de forma narrativa. Entretanto, ainda preocupam-se com o conteúdo e sua aplicação pedagógica, mais do que com a estética.